# Nikolaj Georgiev (sporttörténész)
Nikolaj Georgiev (cirill betűkkel: Николай Георгиев; Szófia, 1925 – Bern, 2005. október) bolgár sporttörténész.

## Élete
Georgiev 1943-ban végzett a szófiai Francia Középiskolában, majd jogot tanult. 1944-ben önkéntesként bevonult a hadseregbe, a fronton megsebesült.
Édesapját, Nicso Georgiev tábornokot, 1945. április 21-én kivégezték, miután háborús bűnösként halálra ítélte a népbíróság.
Apja kivégzése ellenére az egyetemről nem zárták ki, így el tudta azt végezni, de mint „fasiszta bűnös fiát” eltiltották a jogász szakma gyakorlásától. Irodai munkákat végzett különböző munkahelyeken.

### Olimpia
A sporttal 1957-ben került kapcsolatba, amikor Vladimir Sztojcsev, a Bolgár Olimpiai Bizottság akkori elnöke munkát ajánlott neki a szervezet nemzetközi osztályán. 1968-ban a bizottság titkára lett. Georgiev 1983-ban Szófiában megismerkedett Juan Antonio Samaranchcsal, a Nemzetközi Olimpiai Bizottság (NOB) akkori elnökével, s ajánlatot kapott tőle, hogy dolgozzon a NOB lausanne-i központjában. Georgiev az ajánlatot elfogadta, de a bolgár hatóságok 4 éven keresztül nem engedték ki az országból. Végül 1987-ben a Bolgár Olimpiai Bizottság akkori elnöke, Ivan Szlavkov – aki egyben Todor Zsivkov veje – intézte el neki, hogy kapjon útlevelet.
1987-től Lausanne-ban dolgozott a NOB alkalmazottjaként, amikor pedig 1993-ban a NOB megalapította az Olimpiai Múzeumot, Georgiev a múzeum alkalmazottja lett.

## Publikációk
Összesen 40 publikációja van az olimpiai mozgalom és egyes sportágak történetéből. Ezek egyike az 1987-ben francia nyelven megjelent Analyse du programme olympique (des Jeux d’Olympiade) (Az olimpiai játékok programjának elemzése) című tanulmánya, amelyet – a Semmelweis Egyetem Doktori Tanácsa szerint – Schmitt Pál magyar köztársasági elnök doktori disszertációjában plagizált. (Lásd: Schmitt Pál plágiumügye.)